# نوكيا X2-02
نوكيا X2-02 (بالإنجليزية: Nokia X2-02)‏ هو هاتف محمول من نوكيا .

## الخصائص
- الشاشة: 320 × 240
- الوزن: 93 غرام
- الذاكرة: 10 ميجابايت

1. ↑  الوصول: 27 يونيو 2018. وصلة مرجع: https://www.priceza.co.id/p/harga/nokia-x2-02/1012048.